# Punta Chapman
Punta Chapman è un capo roccioso situato sulla costa di Oscar II, nella parte orientale della Terra di Graham, in Antartide. Essa si trova in particolare sulla costa settentrionale della penisola Jason, all'estremità di un promontorio che divide l'insenatura di Hanza, a ovest, dall'insenatura di Standring, a est, dove costituisce l'estremità sud-orientale della bocca dell'insenatura SCAR.

## Storia
Punta Chapman è stata mappata dal British Antarctic Survey, che all'epoca si chiamava ancora Falkland Islands and Dependencies Survey, grazie a fotografie aeree scattate durante varie spedizioni della stessa agenzia svolte tra il 1947 e il 1955 ed è stata poi così battezzato dal Comitato britannico per i toponimi antartici in onore del geofisico britannico Sydney Chapman, presidente del comitato per l'Anno geofisico internazionale nel 1957-58.